# Das Defizit
Das Defizit (Alternativtitel: Die Kassenrevision) ist ein Kriminalfilm von 1917 der Stummfilmreihe Tom Shark.

## Handlung
Detektiv Tom Shark klärt einen Bankdiebstahl auf.

## Hintergrund
Produziert wurde der Film von der Decla-Film-Gesellschaft Holz & Co. Er hatte eine Länge von vier Akten auf 1279 Metern, das entspricht in etwa 70 Minuten. Von der Zensur wurde er im Juni 1917 geprüft. Die Polizei Berlin belegte ihn mit einem Jugendverbot (Nr. 40712), die Polizei München erlaubte keine Ankündigung als Detektivfilm (Nr. 24845, 24846, 24847, 24848). Die Uraufführung fand am 12. Juli 1917 statt.